# 小湾镇
小湾镇，原称马街彝族乡，是中华人民共和国云南省临沧市凤庆县下辖的一个乡镇级行政单位。

## 行政区划
小湾镇下辖以下地区：
小湾村、蕨菜村、箐中村、正义村、温泉村、桂花村、锦秀村、华峰村、三水村、梅竹村、春光村和马街村。